# Live...in the Heart of the City
Albums de Whitesnake
Ready an' Willing
(1980) Come an' Get It
(1981)
Singles
1. Ain't No Love in the Heart of the City
Sortie : 1980

Live...in the Heart of the City est un album enregistré en public par le groupe de hard rock anglais Whitesnake. Il est sorti le premier novembre 1980 sur le label Underdog Records (pour la France) et a été produit par Martin Birch.

## Historique
Initialement sorti sous la forme d'un double album vinyle, il comprend un disque (faces 1 et 2) enregistré le 23 et 24 juin 1980 lors de la tournée de promotion de l'album Ready an' Willing et un second (faces 3 et 4) enregistré le 23 novembre 1978. Ce dernier avait déjà fait l'objet d'une sortie exclusivement réservée au Japon sous le titre de Live at Hammersmith. Les trois concerts ont été enregistrés au Hammersmith Odeon de Londres.
L'album comprend deux reprises de Deep Purple (dont David Coverdale, Jon Lord et Ian Paice faisaient partie), Might Just Take Your Life et Mistreated issues de l'album Burn.
L'album se classe à la 5e place et le single Ain't No Love in the Heart of the City à la 51e place des charts britanniques. Il sera certifié disque de platine au Royaume-Uni en septembre 1981.

## Liste des titres

### Face 1
| No | Titre                              | Auteur                          | Durée |
| -- | ---------------------------------- | ------------------------------- | ----- |
| 1. | Come On                            | David Coverdale, Bernie Marsden | 3:41  |
| 2. | Sweet Talker                       | Coverdale, Marsden              | 4:10  |
| 3. | Walking in the Shadow of the Blues | Coverdale, Marsden              | 4:49  |
| 4. | Love Hunter                        | Coverdale, Marsden, Micky Moody | 10:41 |

### Face 2
| No | Titre                   | Auteur                                             | Durée |
| -- | ----------------------- | -------------------------------------------------- | ----- |
| 1. | Fool for Your Loving    | Coverdale, Marsden, Moody                          | 4:43  |
| 2. | Ain't Gonna Cry No More | Coverdale, Moody                                   | 6:21  |
| 3. | Ready an' Willing       | Coverdale, Jon Lord, Moody, Neil Murray, Ian Paice | 4:45  |
| 4. | Take Me with You        | Coverdale, Moody                                   | 6:10  |

### Face 3
| No | Titre                                  | Auteur                                    | Durée |
| -- | -------------------------------------- | ----------------------------------------- | ----- |
| 1. | Come On                                | Coverdale, Marsden                        | 3:22  |
| 2. | Might Just Take Your Life              | Ritchie Blackmore, Coverdale, Lord, Paice | 4:55  |
| 3. | Lie Down                               | Coverdale, Moody                          | 3:33  |
| 4. | Ain't No Love in the Heart of the City | Price, Walsh                              | 6:38  |

### Face 4
| No | Titre      | Auteur               | Durée  |
| -- | ---------- | -------------------- | ------ |
| 1. | Trouble    | Coverdale, Marsden   | 4:56 s |
| 2. | Mistreated | Blackmore, Coverdale | 10:41  |

## Musiciens
- David Coverdale: chant
- Jon Lord: claviers
- Bernie Marsden: guitares, chœurs
- Micky Moody: guitares, guitare slide
- Neil Murray: basse
- Ian Paice: batterie, percussions (faces 1 et 2)
- Dave Dowle: batterie, percussions (faces 3 et 4)

## Charts et certifications

### Album
Charts
| Pays                          | Durée du classement | Meilleur classement | Date            |
| ----------------------------- | ------------------- | ------------------- | --------------- |
| Allemagne (GfK Entertainment) | 2 semaines          | 56e                 | 2 février 1981  |
| États-Unis (Billboard 200)    | 12 semaines         | 146e                | 7 février 1981  |
| Royaume-Uni (UK Albums Chart) | 15 semaines         | 5e                  | 2 novembre 1980 |

Certifications
| Pays        | date              | ventes  | certification |
| ----------- | ----------------- | ------- | ------------- |
| Royaume-Uni | 20 novembre 1980  | 60 000  | Argent        |
| Royaume-Uni | 16 septembre 1981 | 100 000 | Or            |
| Royaume-Uni | 6 avril 1987      | 300 000 | Platine       |

### Single
| Single                              | Chart              | Durée du classement | Position | Date             |
| ----------------------------------- | ------------------ | ------------------- | -------- | ---------------- |
| Ain't Love in the Heart of the City | (UK Singles Chart) | 4 semaines          | 51e      | 23 novembre 1980 |